# Jeux de la Francophonie
Jeux de la Francophonie (tiếng Anh Canada: Francophonie Games; tiếng Anh Anh: Francophone Games) là sự kiện kết hợp giữa thể thao và nghệ thuật dành cho các quốc gia trong cộng đồng Pháp ngữ (La Francophonie) — chủ yếu là các nước nói tiếng Pháp hoặc từng là thuộc địa của Pháp. Đại hội được tổ chức 4 năm một lần kể từ lần đầu tiên vào năm 1989.

## Các kỳ đại hội
| Năm  | Kỳ đại hội | Tuyên bố khai mạc   | Ngày                    | Thành phố chủ nhà                            | Số Vận động viên (quốc gia) |
| ---- | ---------- | ------------------- | ----------------------- | -------------------------------------------- | --------------------------- |
| 1989 | I          | Hassan II           | 8 trận22 tháng 7        | Casablanca & Rabat, Ma-rốc                   | 1.700 (39)                  |
| 1994 | II         | François Mitterrand | 5 trận13 tháng 7        | Paris, Évry & Bondoufle, Pháp                | 2.700 (45)                  |
| 1997 | III        | Didier Ratsiraka    | 27 tháng 8 - 6 tháng 9  | Antananarivo, Madagascar                     | 2.300 (38)                  |
| 2001 | IV         | Adrienne Clarkson   | 14 trận24 tháng 7       | Ottawa–Gatineau, Canada · ( Ontario– Québec) | 2.400 (51)                  |
| 2005 | V          | Mamadou Tandja      | 7 1717 tháng 12         | Niamey, Nigeria                              | 2.500 (44)                  |
| 2009 | VI         | Michel Suleiman     | 27 tháng 9 - 6 tháng 10 | Beirut, Lebanon                              | 2.500 (40)                  |
| 2013 | VII        | Francois Hollande   | 6 tháng 15 tháng 9      | Nicẹ, Pháp                                   | 2.700 (54)                  |
| 2017 | VIII       | Alassane Ouattara   | 213030 tháng 7          | Abidjan, Côte d'Ivoire                       | 4.000 (49)                  |
| 2023 | IX         | Félix Tshisekedi    | 28 tháng 7 - 6 tháng 8  | Kinshasa, Cộng hòa Dân chủ Congo             | 3,000 (36)                  |
| 2027 | X          | CXĐ                 | 23 tháng 7 - 1 tháng 8  | Yerevan, Armenia                             |                             |

## Sự kiện

### Các môn thể thao
Có bốn môn thể thao tại kỳ đại hội đầu tiên năm 1989: điền kinh, bóng rổ, bóng đá và judo. Thể thao người khuyết tật, bóng ném, bóng bàn và đấu vật đã được thêm vào chương trình thi đấu năm 1994. Không có môn thể thao nào trong số bốn môn thể thao đặc trưng tại Jeux de la Francophonie năm 1997, và quyền anh và quần vợt được giới thiệu cho chương trình thể thao thay thế. Tám môn thể thao đặc trưng năm 2001: bốn môn thể thao của kỳ đầu tiên, bao gồm boxing và bóng bàn. Hơn nữa, các nội dung thể thao người khuyết tật và bóng chuyền bãi biển được tổ chức như các nội dung trình diễn. Cả hai môn thể thao này đều không được đưa vào năm 2005, với môn đấu vật theo phong cách truyền thống được thể hiện cùng với sáu môn thể thao mới được đưa vào. Kỳ đại hội năm 2009 đưa vào lại môn bóng chuyền bãi biển.
- Điền kinh (chi tiết): 1989, 1994, 1997, 2001, 2005, 2009, 2013, 2017
- Bóng rổ (chi tiết): 1989, 1994, 1997, 2001, 2005, 2009, 2013, 2017
- Bóng chuyền bãi biển (chi tiết): 2001, 2009
- Quyền anh (chi tiết): 1997, 2001, 2005, 2009, 2013
- Xe đạp (chi tiết): 2013
- Đua xe đạp (trình diễn) (chi tiết): 2017
- Thể thao người khuyết tật
- Bóng đá (chi tiết): 1989, 1994, 1997, 2001, 2005, 2009, 2013, 2017
- Bóng ném (chi tiết): 1994
- Judo (chi tiết): 1989, 1994, 1997, 2001, 2005, 2009, 2013, 2017
- Bóng bàn (chi tiết): 1994, 2001, 2005, 2009, 2013, 2017
- Quần vợt (chi tiết): 1997
- Đấu vật (chi tiết): 1994, 2013, 2017
- Đấu vật truyền thống châu Phi (chi tiết): 2005 (trình diễn), 2013, 2017

### Cac môn văn hóa
Jeux de la Francophonie là một sự kiện thể thao rất đặc biệt, nếu không phải là duy nhất, trong số các sự kiện thể thao đa môn quốc tế bao gồm các cạnh tranh trong các môn trình diễn và triển lãm văn hóa, thi đấu giành huy chương vàng, bạc và đồng cho những người tham gia chiến thắng.
- Hát (chi tiết)
- Kể chuyện (chi tiết)
- Dân vũ (chi tiết)
- Thơ (chi tiết)
- Hội họa (chi tiết)
- Nhiếp ảnh (chi tiết)
- Điêu khắc (chi tiết)

Năm 2001, nghệ thuật đường phố trở nên đặc sắc như một sự kiện trình diễn.

## Bảng huy chương
Bảng Huy chương Jeux de la Francophonie từ 1989 đến năm 2023, được trình bày dưới bảng sau. Bảng tổng kết số huy chương của các quốc gia trong mọi kỳ đại hội.
| Hạng                | Đoàn                        | Vàng | Bạc | Đồng | Tổng số |
| ------------------- | --------------------------- | ---- | --- | ---- | ------- |
| 1                   | Pháp                        | 219  | 163 | 132  | 514     |
| 2                   | Canada                      | 92   | 80  | 126  | 298     |
| 3                   | Maroc                       | 88   | 100 | 90   | 278     |
| 4                   | România                     | 81   | 52  | 58   | 191     |
| 5                   | Sénégal                     | 39   | 41  | 47   | 127     |
| 6                   | Bờ Biển Ngà                 | 27   | 28  | 26   | 81      |
| 7                   | Cameroon                    | 26   | 35  | 54   | 115     |
| 8                   | Canada, Québec              | 24   | 32  | 55   | 111     |
| 9                   | Madagascar                  | 22   | 18  | 28   | 68      |
| 10                  | Ba Lan                      | 20   | 8   | 20   | 48      |
| 11                  | Ai Cập                      | 19   | 15  | 22   | 56      |
| 12                  | Tunisia                     | 17   | 31  | 40   | 88      |
| 13                  | French Community of Belgium | 16   | 18  | 34   | 68      |
| 14                  | Mauritius                   | 15   | 20  | 24   | 59      |
| 15                  | Burkina Faso                | 15   | 13  | 24   | 52      |
| 16                  | Thụy Sĩ                     | 10   | 7   | 27   | 44      |
| 17                  | Cộng hòa Congo              | 9    | 10  | 15   | 34      |
| 18                  | Liban                       | 9    | 9   | 15   | 33      |
| 19                  | Armenia                     | 7    | 7   | 9    | 23      |
| 20                  | Cộng hòa Dân chủ Congo      | 6    | 11  | 21   | 38      |
| 21                  | Tchad                       | 6    | 8   | 6    | 20      |
| 22                  | Bénin                       | 6    | 3   | 7    | 16      |
| 23                  | Seychelles                  | 6    | 3   | 3    | 12      |
| 24                  | Djibouti                    | 6    | 2   | 7    | 15      |
| 25                  | Niger                       | 5    | 19  | 15   | 39      |
| 26                  | Rwanda                      | 5    | 2   | 4    | 11      |
| 27                  | Burundi                     | 3    | 4   | 7    | 14      |
| 28                  | Guinée                      | 3    | 3   | 1    | 7       |
| 29                  | Kosovo                      | 3    | 2   | 1    | 6       |
| 30                  | Gabon                       | 2    | 9   | 17   | 28      |
| 31                  | Canada New Brunswick        | 2    | 7   | 19   | 28      |
| 32                  | Togo                        | 2    | 2   | 3    | 7       |
| 33                  | Cabo Verde                  | 2    | 2   | 2    | 6       |
| 34                  | Haiti                       | 2    | 1   | 2    | 5       |
| 35                  | Mali                        | 1    | 6   | 11   | 18      |
| 36                  | Litva                       | 1    | 5   | 6    | 12      |
| 37                  | Việt Nam                    | 1    | 4   | 4    | 9       |
| 38                  | Qatar                       | 1    | 1   | 6    | 8       |
| 39                  | Bulgaria                    | 1    | 0   | 3    | 4       |
| 40                  | Bắc Macedonia               | 1    | 0   | 1    | 2       |
| 41                  | Luxembourg                  | 0    | 5   | 13   | 18      |
| 42                  | Cộng hòa Trung Phi          | 0    | 1   | 6    | 7       |
| 43                  | Montenegro                  | 0    | 1   | 1    | 2       |
| 44                  | Dominica                    | 0    | 1   | 0    | 1       |
| 44                  | Slovakia                    | 0    | 1   | 0    | 1       |
| 44                  | Guiné-Bissau                | 0    | 1   | 0    | 1       |
| 47                  | Campuchia                   | 0    | 0   | 6    | 6       |
| 48                  | Uruguay                     | 0    | 0   | 1    | 1       |
| 48                  | Saint Lucia                 | 0    | 0   | 1    | 1       |
| 48                  | Guinea Xích Đạo             | 0    | 0   | 1    | 1       |
| Tổng số (50 đơn vị) | Tổng số (50 đơn vị)         | 820  | 791 | 1021 | 2632    |

## Tham gia
Jeux de la Francophonie cho phép các vận động viên và nghệ sĩ của 55 quốc gia thành viên, 3 quốc gia thành viên liên kết và 12 quốc gia quan sát viên của Cộng đồng Pháp ngữ tham gia vào. Canada được đại diện bởi ba đội: Québec, New Brunswick (tỉnh Canada song ngữ chính thức duy nhất) và một đội khác đại diện cho phần còn lại của đất nước. Đoàn thể thao của Bỉ chỉ cho các vận động viên từ các khu vực nói tiếng Pháp của đất nước tham gia.

### 56 quốc gia thành viên hoặc chính phủ
| - Albania - Armenia - Bỉ - Cộng đồng người Bỉ nói tiếng Pháp - Benin - Bulgaria - Burkina Faso - Burundi - Campuchia - Cameroon - Canada - New Brunswick - Québec - Cape Verde - Cộng hòa Trung Phi - Chad - Comoros - Cộng hòa Dân chủ Congo - Cộng hòa Congo - Bờ Biển Ngà | - Séc - Djibouti - Dominica - Ai Cập - Guinea Xích Đạo - Pháp - Gabon - Hy Lạp - Guinea - Guinea-Bissau - Haiti - Lào - Liban - Litva - Luxembourg - Bắc Macedonia - Madagascar - Mali - Mauritania | - Mauritius - Moldova - Monaco - Maroc - Niger - Ba Lan - Puducherry - Romania - Rwanda - Saint Lucia - São Tomé and Príncipe - Senegal - Seychelles - Slovakia - Slovenia - Thụy Sĩ - Togo - Tunisia - Vanuatu - Việt Nam |

### 3 quốc gia thành viên liên kết
| - Cộng hòa Síp | - Ghana | - Qatar |

### 12 quốc gia quan sát
| - Áo - Brazil - Colombia - Croatia - Séc - Georgia - Hungary | - Kosovo - Litva - Mozambique - Ba Lan - Serbia - Slovakia | - Slovenia - Uruguay |